# Radio HCJB
Radio HCJB, die Stimme der Anden, ist einer der ältesten Missionssender der Welt und wurde am 25. Dezember 1931 von den protestantischen, US-amerikanischen Missionaren Clarence W. Jones und Reuben Larson gegründet. Der jetzige Präsident von HCJB ist Wayne Pederson. Der Sender hatte seinen Sitz zunächst in Quito, der Hauptstadt von Ecuador, heute arbeitet die Mission unter dem Namen Reach Beyond von Colorado Springs (USA) aus.

## HCJB weltweit

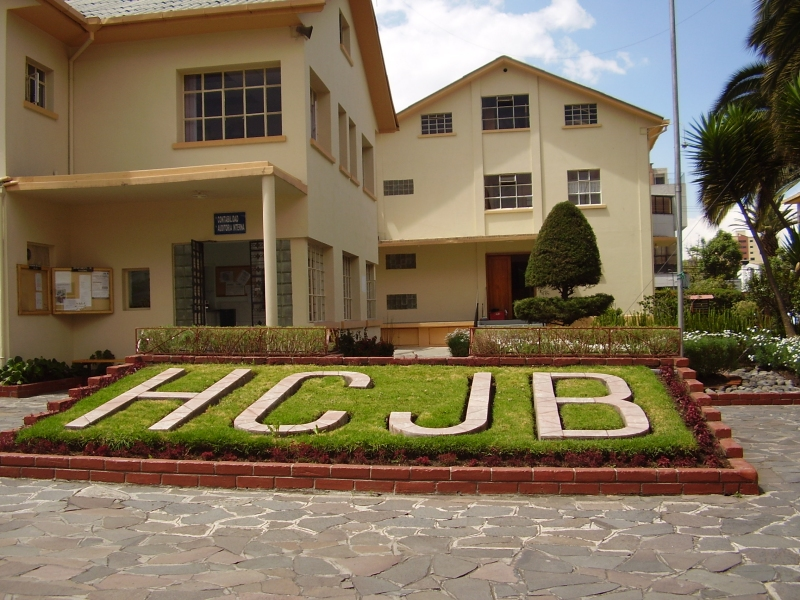
Radio HCJB

Radio HCJB strahlt seine Sendungen weltweit in mehreren Sprachen aus, seit 1953 auch in deutscher Sprache. Hauptzielgebiete der Programme sind Südamerika, Nordamerika und Europa. Die Programme werden über Kurzwelle und in Ecuador auch auf Mittelwelle ausgestrahlt, dazu über Satellit, Podcast und Phonecast. Personell und finanziell wird der Sender stark von nordamerikanischen Mennonitischen Brüdergemeinden getragen. Für einen Missionssender ist Radio HCJB stark kulturell ausgerichtet. So setzt man in den Sendungen, neben religiösen Beiträgen, auf den Reiz Südamerikas mit Andenmusik, Erlebnisberichten und Hintergrundberichten über Ecuador.
Der weltweit sehr gut zu empfangende Sender erfreut sich einer recht großen Beliebtheit und hat im deutschsprachigen Europa eine große Hörerschaft. Viele Hörer, die den Kurzwellenempfang als Hobby betreiben, haben über diesen Sender einen der ersten Kontakte mit einem Rundfunksender aus Südamerika. QSL-Karten von HCJB aus Ecuador sind beliebte Sammlerstücke.
Die Abkürzung HCJB, das Rufzeichen des Senders, steht für Höret Christi Jesu Botschaft, englisch Heralding Christ Jesus Blessings, spanisch Hoy Cristo Jesús Bendice, quichua Huiñaitami Cristo Jesús Bendician. HCJB betreibt nicht nur Rundfunkarbeit und Verkündung des Evangeliums. Dieses Missionswerk unterhält mehrere karitative Einrichtungen in Ecuador, wie ein Krankenhaus und Schulen. Die Organisation schickt, neben Missionaren, auch Ärzte in den ecuadorianischen Regenwald, die einheimische Indianer behandeln.
Im Zweig Gesundheitsarbeit „HCJB Global Hands“ besitzt HCJB außerdem ein Ärzteteam für die Soforthilfe bei Naturkatastrophen, das zum Beispiel beim Erdbeben in Haiti 2010 im Einsatz war. Neben Chirurgen und Allgemeinmedizinern gehört zum Team ein Wasseringenieur, der für die Trinkwasseraufbereitung vor Ort sorgt. Diese Einsätze geschehen zusammen mit der amerikanischen Mission Samaritan’s Purse.
Techniker des Senders betreiben ein eigenes Wasserkraftwerk, das zur Versorgung der Sendeanlagen mit Elektrizität dient. Überschüssige Energie wird an den Staat verkauft.
HCJB zahlt seinen Mitarbeitern keine Gehälter. Jeder Mitarbeiter muss ein religiöses Bekenntnis ablegen und hat einen Freundeskreis, der ihn mit Spenden unterstützt.

## Partnerschaft
Wichtige Partner von Radio HCJB in Deutschland sind das christliche Hilfs- und Missionswerk DMG interpersonal sowie der christliche Radio- und Fernsehsender ERF Medien (Deutschland) und SW-Radio. Elf Mitarbeiter der DMG sind in Teams für Aufgaben von HCJB (Radioarbeit, medizinischer Dienst, Nothilfe usw.) in Ecuador im Einsatz.

## Chronik
| Jahr | Aktivität |
| 1931 | Zu Weihnachten wird die erste Sendung von Radio HCJB mit einer Leistung von 250 Watt aus einem Schafstall ausgestrahlt. |
| 1940 | Am Ostersonntag weiht der Präsident Ecuadors den neuen, von Clarence C. Moore konstruierten, 10-Kilowatt-Sender ein. |
| 1948 | Der Präsident Ecuadors verleiht HCJB den nationalen Verdienstorden. |
| 1950 | In Quito beginnt die medizinische Arbeit unter Indianern. |
| 1951 | HCJB erwirbt in der Nähe des Ortes Pifo 45 Morgen Land zur Errichtung von Sende- und Antennenanlagen. |
| 1953 | Am 13. August wird der Deutsche Dienst gegründet. In Pifo nimmt die neue Sendeanlage ihren Betrieb auf. |
| 1955 | „Hospital Vozandes“, das HCJB-Krankenhaus in Quito, wird eingeweiht. |
| 1956 | „Hospital Vozandes del Oriente“, das HCJB-Krankenhaus in Shell am Rande des Urwalds, wird eingeweiht. |
| 1961 | HCJB erhält die Sendeerlaubnis für den ersten Fernsehsender Ecuadors. |
| 1965 | Das Wasserkraftwerk in Papallacta geht in Betrieb. Es produziert mit einer Leistung von 1,8 MW Energie für die Sendeanlage in Pifo. |
| 1972 | Die spanischsprachigen UKW-Sendungen für Quito mit einer Sendeleistung von 5 kW beginnen. |
| 1973 | Der UKW-Sender HCJB-2 in Guayaquil, der größten Stadt Ecuadors, geht in Betrieb. |
| 1974 | Der computergesteuerte Programmabstrahlungsraum „PACS“ wird gebaut. |
| 1976 | Die Konstruktion der steuerbaren Antenne – der ersten dieser Art für Rundfunkzwecke – beginnt. |
| 1980 | Die Leistung des Wasserkraftwerks wird auf 4 MW erhöht. |
| 1981 | Der von HCJB-Ingenieuren entworfene und gebaute 500-kW-Sender nimmt seinen Betrieb auf. |
| 1984 | Das Projekt „Die Welt im Jahr 2000“ wird ins Leben gerufen. Dessen Ziel ist die Koordination der weltweiten Rundfunkmission. Die Schule für christliche Kommunikatoren (CCC) nimmt mit zwölf Studenten den Unterricht auf. |
| 1988 | HCJB führt das sein internationales Medienseminar (Quito School of Broadcasting) durch. |
| 1990 | Der neue 100-kW-Sender geht in Pifo in Betrieb. Wie den 500-kW-Sender konzipierten und erbauten ihn HCJB-Ingenieure. Er arbeitet nach dem Prinzip der „Solid State Modulation“ (SSB). Zwei gebrauchte SSB-Sender werden installiert. |
| 1993 | Gründung des christlichen Fernsehprogramms ASOMA-VISION in Zusammenarbeit mit Radio HCJB. |
| 1994 | Das Satellitennetzwerk"„ALAS“ geht in Zusammenarbeit mit HCJB und Trans World Radio (TWR) auf Sendung. |
| 1998 | Am 1. Mai startet die HCJB-Homepage. |
| 2000 | In Zusammenarbeit mit „EuroMax-Deutsch“ sendet der deutschsprachige Dienst seit dem 27. März täglich eine halbe Sunde auf ASTRA 1B. Gleichzeitig ist das Programm als Livestream im Internet und auf Afristar (Worldspace) zu empfangen. Das deutschsprachige Programm für Europa ist „on demand“ von der HCJB-Homepage abrufbar. |
| 2002 | Im Februar werden die ersten Sendungen in plautdietscher Sprache ausgestrahlt. Zunächst wird nach Südamerika eine halbe Stunde wöchentlich über Kurzwelle und nach Europa eine Viertelstunde wöchentlich über Satellit in Plautdietsch gesendet. Ab April werden täglich Sendungen in Plautdietsch ausgestrahlt, später auch über WRN. |
| 2003 | Im Frühjahr geht die HCJB-Sendestelle in Kununurra, Australien in Betrieb. Die deutschsprachige Abteilung feiert ihr 50-jähriges Jubiläum. Im Dezember werden die deutschen Sendungen in Deutschland erstmals terrestrisch über die Sendeanlagen von T-Systems ausgestrahlt. Im Stadtgebiet von Berlin sind die Sendungen täglich auf UKW zu hören (bis 2004). Das Satellitennetzwerk ALAS wird ganz von Radio HCJB geführt. |
| 2004 | Der plattdeutsche Arbeitszweig wechselt von der Testphase zum Regelbetrieb. Das Ehepaar Rempel aus Paraguay tritt als Vollzeitmissionare für Plattdeutsch seinen Dienst an. |
| 2005 | Das HCJB-Krankenhaus feiert das 50-jährige Jubiläum; ein Ärzteteam spezialisiert sich auf weltweite Katastropheneinsätze. |
| 2006 | Die Erkennungsmelodie „Bleibend ist seine Treu“ erklingt seit 75 Jahren im Äther. Die Stadt Quito zeichnet Radio HCJB mit der Ehrennadel aus. |
| 2007 | Die Mission bekommt eine neue Identität in der Namensgebung und durch ein neues Logo. Das Ehepaar Rempel verlässt die deutsche Redaktion und geht zurück nach Paraguay. Die plautdietschen Programme produziert jetzt Viktor Sawatzki in Detmold bei SW-Radio, Partner von HCJB. |
| 2009 | Die Sendeanlagen in Pifo müssen dem Bau des neuen Flughafens von Quito weichen und werden im Herbst 2009 abgeschaltet. Die Zuständigkeit für den deutschsprachigen Dienst von Radio HCJB in Quito wird innerhalb HCJB Global verschoben und die Abteilung dem HCJB Worldoffice Germany unterstellt. Dazu wird der Vorstand der Arbeitsgemeinschaft Radio HCJB in Deutschland neu gewählt. Um in Ecuador weiterhin tätig sein zu können, wird in Quito der Verein „Vozandes Media“ gegründet. Vorsitzender wird Marco Schaa. Mithilfe der Ingenieure von HCJB Global baut Vozandes Media übergangsweise auf dem Pichincha eine neue Antenne und einen 10 kW Kurzwellensender auf, um die Programme der Quichua, Cofan und Waorani ohne Unterbrechungen durch die Schließung der Sendestelle Pifo weiterführen zu können. Deutsche, plattdeutsche, portugiesische und Programme in der brasilianischen Indianersprache Cofan werden ab diesem Zeitpunkt über die Sendeanlagen von CVC in Chile täglich fortgeführt. Es wird geplant, die Rundfunksendungen für Südamerika in Zukunft von einem kleineren neuen Sendestandort in Ecuador zentral durchzuführen. Für diesen Zweck stellt HCJB Global einen 100-kW-Sender, mehrere kleinere Sender sowie Antennentechnik zur Verfügung. In Europa laufen die Kurzwellensendungen in Deutsch, Plattdeutsch, Russisch und Tschetschenisch seit Ende 2009 über die Kurzwellenstation Sitkūnai, Litauen weiter. |
| 2011 | HCJB Deutschland bekommt die Frequenz 3995 kHz im 75-m-Band von der Bundesnetzagentur zugewiesen und beginnt mit dem Bau einer kleinen Kurzwellensendeanlage im Nordwesten Deutschlands. Bis zur Fertigstellung der Anlage wird die Frequenz ersatzweise mit Sendern von Classic Broadcast in Kall betrieben. Die deutschsprachigen Programme über den Sender in Litauen werden eingestellt. Bei HCJB Australien nimmt die neue Sendestelle in Kununurra unweit der alten Anlage mehr und mehr Gestalt an. Ein Neubau ist nötig geworden, weil am alten Standort wegen eines naheliegenden Flugplatzes die Masthöhe auf 40 m beschränkt ist. Am neuen Standort ist keine Limitierung vorhanden, deshalb kann dort neben einer neuen Vorhangantenne auch die „steerable Antenna“ aus Pifo in einer angepassten Version wiederaufgebaut werden. Zusätzlich soll die Anlage um zwei weitere Sender des Typs „HC-100“ ergänzt werden, sodass HCJB Australien dann insgesamt 4 100 kW Sender zur Verfügung stehen werden. |
| 2012 | Aufgrund diverser Schwierigkeiten muss die Planung einer neuen Sendestelle in Ecuador vom HCJB World Office Germany aufgegeben werden. Vozandes Media in Quito wird eine eigenständige Organisation, bleibt HCJB aber weiterhin als Programmproduzent verbunden. In Deutschland kann die eigene Sendestelle in Ostfriesland von HCJB Deutschland ab dem Sommer mit zunächst 1,5 kW Sendeleistung in Betrieb genommen werden. Ab Anfang August gibt es ein neues, erstmals 24-stündiges Sendeschema. Neben der Übertragung auf Kurzwelle werden die Sendungen nun auch als Livestream über das Internet und per Phonecast rund um die Uhr ausgestrahlt. Die deutschsprachigen wie auch die portugiesischen Sendungen nach Südamerika werden ab August nun über Media & Broadcast unter der Federführung von Vozandes Media in Richtung Südamerika ausgestrahlt, da die Sendeanlage von CVC in Chile geschlossen wird. Auch HCJB Australien nimmt ihre neue Sendestelle erstmals in Betrieb. Im Laufe der kommenden Monate sollen die Sendungen Schritt für Schritt auf die neue Sendestelle umgestellt werden und die Technik von Kununurra I nach Kununurra II umgezogen werden. |

## Ehemalige und aktuelle Mitarbeiter
- Anne und David Nightingale (1953–1964)
- Katharina und Hugo W. Jantz [Hugo * 5. März 1930, † 12. August 2006] (1956–1960)
- Sally Schroeder Isaak [* 19. Februar 1926, † 19. Januar 2009] (1957–1987)
- Maria und Peter Hübert [Peter * 10. November 1923, † 18. April 2008] (1964–1989)
- Maria Wiens (1964–1970)
- Esther A. und Henry C. Born [Henry * 16. September 1920, † 23. November 2002] (1969–1971)
- Elfrieda und Cornelius Balzer (1971–1984)
- Martha de Montenegro (1981–2011)
- Dorothea und Rüdiger Klaue (seit 1982) (jetzt in Paraguay)
- Iris Rauscher (seit 1986)
- Uschi und Wolfgang Brinkmann (1988–1994)
- Horst Rosiak (seit 1991)
- Esther Neufeld (seit 1993)
- Petra und Horst Wiese (1999–2008) (jetzt in Schottland)
- Rebekka Garcia (seit 2002)
- Katja und Axel Jeroma (2007–2010)